# Новопетрівська
Новопетрівська (рос. Б. Новопетровская) — балка (річка) в Україні у Новомосковському районі Дніпропетровської області. Права притока Самари (басейн Дніпра).

## Опис
Довжина балки приблизно 10 км, найкоротша відстань між витоком і гирлом — 8,85 км, коефіцієнт звивистості річки — 1,16. Формується декількома балками та загатами. Не деяких ділянках балка пересихає.

## Розташування
Бере початок на північно-західній околиці села Новостепанівки. Тече переважно на південний захід через село Івано-Михайлівку і впадає у річку Самару, ліву притоку Дніпра.

## Цікаві факти
- У минулому столітті понад балкою існувало декілька курганів (могил) та водокачка[3].
- Біля витоку балки на північно-східній стороні у селі Новостепанівка пролягає автошлях Т 0422[2] (автомобільний шлях територіального значення у Дніпропетровській області. Пролягає територією Павлоградського та Новомосковського районів через Павлоград — Надеждівку — Голубівку. Загальна довжина — 56,2 км.).